# Pipturus argenteus
Pipturus argenteus là loài thực vật có hoa trong họ Tầm ma. Loài này được (G. Forst.) Wedd. miêu tả khoa học đầu tiên năm 1869.